# Велизар Еремиев
Велизар Николаев Еремиев-Чочо е български боксьор и военен деец.
Израства в работническо семейство. Занимава се със спорт от 7-годишна възраст. Минава през няколко спортни школи, „Славия“, Академик", „Левски“ – борба, баскетбол, фигурно пързаляне, футбол, бокс. Той е сред надеждите в българския бокс от средата на 1990-те години.
Кариерата му започва в „Академик – София“ през 1984 г., когато е само на 11 години. След няколко участия в столични и национални първенства го взимат в школата на БК – „Раковски“. През 1986 г. става състезател на БК „Левски – Спартак“. Треньор му е легендата Румен Алексиев. Състезава се в категория „Перо“ – до 57,154 кг. Преминава и през други близки до килограмите му категории, до 58,968 кг, до 61,236 кг.
По време на кариерата си завоюва няколко престижни титли за България. Печели 2 титли, 2-ро и 4-то място от спартакиада (1986/1987) в Белград и Букурещ. Балкански шампион за младежи в категорията до 57 кг. през 19861987 г. Печели 5-о място от турнир „Странджа“ (1988). На Европейското първенство през 1989 г. се сблъсква със световноизвестните български боксьори Серафим Тодоров и Ивайло Маринов. Тогава се отказва от спорта.
Когато е на върха на славата си, мениджъри от ФРГ го искат за боксьор, но той отказва. През 1990 г. приключва със спорта.
През 1992 г. заминава с авангардната доброволческа група „сини каски“ за Камбоджа с командир полковник Ангел Годинов. По време на мисията четирима български войници загиват от куршумите на червените кхмери, а няколко сини каски са ранени, между тях е Велизар Еремиев. Обвинява командирите си в некомпетентност и арестува старшина по време на мисия. Разследван е на място, но е оправдан и оставен на служба. След гибелта на още бойци от контингента и няколко ранени при странни обстоятелства, сред които отново е и Еремиев, той е върнат в България и изпратен за лечение. Уволнява се през 1993 г. Причините за ранените и убити войници и обстоятелствата са неизяснени и мистериозни.
След военната служба започва работа в известна охранителна фирма. В началото на 1994 г. заминава за Москва, където започва работа в друга известна българска фирма, занимаваща се с търговия на цигари и алкохол.